# Doniecka Filharmonia Obwodowa

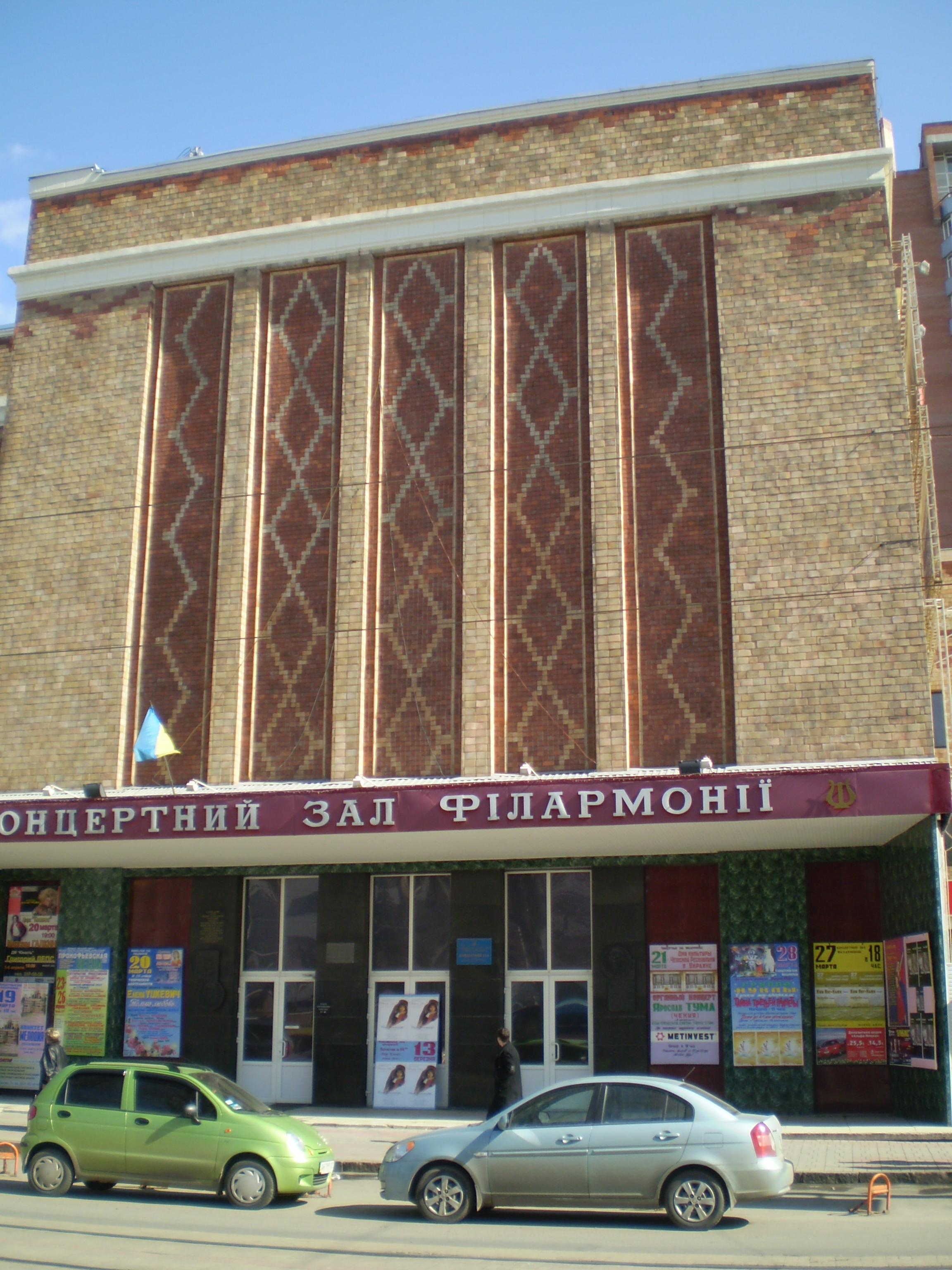
Doniećka Filharmonia Obwodowa

Doniecka Filharmonia Obwodowa - państwowa instytucja kultury z siedzibą w Donieckie. Istnieje od 1931 roku. Od lata 1991 nosi imię Siergiusza Prokofjewa. Z orkiestrą filharmonii donieckiej pracowali dyrygenci Konstantyn Simeonow, Stefan Turczak i inni.